# Акадія (парафія)
Шаблон:StateAbbr_ 30°16′00″ пн. ш. 92°24′00″ зх. д. / 30.266666666667° пн. ш. 92.4° зх. д.
Округ Акадія (англ. Acadia Parish) — округ (парафія) у штаті Луїзіана, США. Ідентифікатор округу 22001.

## Історія
Парафія утворена 1886 року.

## Демографія
За даними перепису
2000 року
загальне населення округу становило 58861 осіб, зокрема міського населення було 29962, а сільського — 28899.
Серед мешканців округу чоловіків було 28448, а жінок — 30413. В окрузі було 21142 домогосподарства, 15676 родин, які мешкали в 23209 будинках.
Середній розмір родини становив 3,22.
Віковий розподіл населення поданий у таблиці:
| Стать    | До 15 років | 15-21 | 22-29 | 30-39 | 40-49 | 50-65 | 65-85 | Понад 85 |
| -------- | ----------- | ----- | ----- | ----- | ----- | ----- | ----- | -------- |
| Чоловіки | 7447        | 3294  | 2666  | 4004  | 4129  | 4012  | 2661  | 235      |
| Жінки    | 7018        | 3272  | 2880  | 4301  | 4255  | 4363  | 3686  | 638      |

## Суміжні округи
- Еванджелін — північ
- Сент-Ландрі — північний схід
- Лафаєтт — схід
- Вермільйон — південь
- Джефферсон-Девіс — захід

## Виноски
1. ↑  U.S. Decennial Census. United States Census Bureau. Архів оригіналу за 26 квітня 2015. Процитовано 20 серпня 2014.
2. ↑  Historical Census Browser. University of Virginia Library. Архів оригіналу за 11 серпня 2012. Процитовано 20 серпня 2014.
3. ↑  Population of Counties by Decennial Census: 1900 to 1990. United States Census Bureau. Архів оригіналу за 15 вересня 2014. Процитовано 20 серпня 2014.
4. ↑  Census 2000 PHC-T-4. Ranking Tables for Counties: 1990 and 2000 (PDF). United States Census Bureau. Архів оригіналу (PDF) за 18 грудня 2014. Процитовано 20 серпня 2014.
5. ↑  State & County QuickFacts. United States Census Bureau. Архів оригіналу за 6 червня 2011. Процитовано 20 серпня 2013. [Архівовано 2011-06-06 у Wayback Machine.](англ.) Наведено за англійською вікіпедією.
6. ↑  American FactFinder. Бюро перепису населення США. Архів оригіналу за 26 лютого 2012. Процитовано 31 січня 2008. [Архівовано 2008-05-21 у Wayback Machine.]

| США | Це незавершена стаття з географії США. Ви можете допомогти проєкту, виправивши або дописавши її. |